# Lorraine Ashbourne
Lorraine Ashbourne (Manchester, 10 april 1961) is een Brits actrice.

## Carrière
Ashbourne begon in 1988 met acteren in de televisieserie London's Burning, waarna zij nog meerdere rollen speelde in televisieseries en films. Naast het acteren voor televisie is zij ook actief in lokale theaters.

## Huwelijk
Ashbourne is in 2002 getrouwd met acteur Andy Serkis met wie zij drie kinderen heeft.

## Filmografie

### Films
Uitgezonderd korte films.
- 2024 The Lord of the Rings: The War of the Rohirrim  - als Olwyn (stem)
- 2024 Hitpig! - als Bertha (stem)
- 2024 Till the Stars Come Down - als tante Carol
- 2022 I Used to Be Famous - als Cheryl
- 2022 Allelujah - als mrs. Earnshaw
- 2019 The Corrupted - als Pam Cullen
- 2019 Blinded by the Light - als Kathy
- 2018 The Queen and I - als Violet
- 2017 Maigret in Montmartre - als Rosa
- 2017 Breathe - als eerste vrouw
- 2016 A Street Cat Named Bob - als officier
- 2016 Adult Life Skills - als Marion
- 2015 Child 44 - als Anna
- 2013 The Selfish Giant - als Mary
- 2010 Thorne: Scaredycat - als Ruth Brigstocke
- 2010 Thorne: Sleepyhead - als Ruth Brigstocke
- 2010 Oranges and Sunshine - als Nicky
- 2009 Mid Life Christmas - als Catheter Finch
- 2008 A Bunch of Amateurs - als Jane Jarvis
- 2006 Housewife, 49 - als Dot
- 2005 King Kong - als theateractrice
- 2003 Love Again - als Betty Mackereth
- 2001 The Martins - als Lil
- 2000 A Christmas Carol - als Sue Cratchett
- 1997 Fever Pitch - als moeder van Paul
- 1995 Jack & Sarah - als Jackie
- 1993 Fighting for Gemma - als Susan D'Arcy
- 1989 Resurrected - als Reeva
- 1988 The Dressmaker - als vrouw in fabriek
- 1988 Distant Voices, Still Lives - als Maisie

### Televisieseries
Uitgezonderd eenmalige gastrollen.
- 2021-2024 Alma's Not Normal - als Joan - 11 afl.
- 2022-2024 Sherwood - als Daphne Sparrow - 12 afl.
- 2020-2024 Bridgerton - als mrs. Varley - 20 afl.
- 2024 After the Flood - als Molly Marshall - 6 afl.
- 2023 Hilda - als stem - 6 afl.
- 2020-2022 I Hate Suzie - als Karen - 4 afl.
- 2021 Silent Witness - als Michelle Lafferty - 2 afl.
- 2021 This Way Up - als Marcia - 2 afl.
- 2019 The Crown - als Barbara Castle - 5 afl.
- 2019 Cheat - als Angela - 4 afl.
- 2017 Unforgotten - als DI Tessa Nixon - 6 afl.
- 2016 Jericho - als Lace Polly - 8 afl.
- 2015 London Spy - als Mrs. Turner - 2 afl.
- 2015 The Interceptor - als Valerie - 8 afl.
- 2014 Silent Witness - als DI Rachel Klein - 2 afl.
- 2012 Homefront - als Cheryl Davies - 2 afl.
- 2012 Public Enemies - als Marion Sharmer - 3 afl.
- 2009 Murderland - als Rachel - 3 afl.
- 2007 The Street - als Cath Hanley - 2 afl.
- 2007 True Dare Kiss - als Beth Sweeney - 6 afl.
- 2006 Jane Eyre - als mrs. Fairfax - 4 afl.
- 1998-2002 Playing the Field - als Geraldine Powell - 15 afl.
- 2001 In a Land of Plenty - als Edna - 5 afl.
- 1998-2000 City Central - als Yvonne Mackey - 30 afl.
- 1995 Peak Practice - als Tina Greaves - 2 afl.
- 1994 Three Seven Eleven - als Sylvia Powers - 2 afl.
- 1991 Rich Tea and Sympathy - als Karen Rudge - 5 afl.

- Bibliothèque nationale de France: cb16718274f (data)
- Gemeinsame Normdatei: 1061912868
- International Standard Name Identifier: 0000 0001 3379 8176
- Library of Congress Control Number: no2009084414
- MusicBrainz: a8940d5e-9670-41fb-8233-f8c7e6436f36
- Nationale Bibliotheek van Tsjechië: xx0150719
- Nationale Bibliotheek van Israël: 987007337701705171
- Système universitaire de documentation: 168240742
- Virtual International Authority File: 250362843
- WorldCat: E39PBJtcJ88v4QJbbRhpXgDH4q